# Arne Svenson-Holmelind
Sven Arne Svenson-Holmelind, född 16 augusti 1928 i Halmstad, död 4 juni 2009 i Annedals församling, Göteborg, var en svensk målare, tecknare och grafiker.
Han var son till järnarbetaren Gustav Svenson och Ester Gustafsson samt gift med socialassistenten Monica Birgitta Roos. Han studerade konst för Nils Wedel vid Slöjdföreningens skola i Göteborg 1946-1958 och för Olaf Rude vid Det Kongelige Danske Kunstakademi i Köpenhamn 1955-1956. Han tilldelades ett stipendium från Svensk-danska kulturfonden 1956. Separat ställde han bland annat ut i Falkenberg och på Staafs galleri i Halmstad. Han medverkade i en grupputställning på Galerie Christinæ i Göteborg och ett flertal gånger i Hallands konstförenings höstutställningar från 1951. Hans konst består av stadsbilder, stilleben, porträtt och landskapsskildringar som grafiker arbetade han huvudsakligen med träsnitt. Svenson-Holmelind är representerad vid Hallands läns landsting.